# Jacqueline du Pré
Jacqueline du Pré, CBE (26. ledna 1945 Oxford – 19. října 1987 Londýn) byla anglická violoncellistka. Její otec pocházel z ostrova Jersey.

## Mládí a studium
Jacqueline se o violoncellu dozvěděla už ve čtyřech letech a okamžitě měla zájem na ně hrát. Hned ze začátku se projevil její skvělý talent, proto její matka již po třech měsících pro ni angažovala učitele hudby.
V roce 1950 nastoupila Jackie (jak byla nazývána v rodině) do školy v Londýně. Tam objevila skladbu Wiegenlied od Schuberta, kterou si oblíbila natolik, že ji do konce své kariéry hrála jako přídavek.
Roku 1955 začala studovat u Williama Pleetha. Už v takto mladém věku dokázala zahrát díla pro violoncello od slavných skladatelů jako byli Antonín Dvořák, Joseph Haydn nebo Edward Elgar.
| „                | Jacqueline du Pré je naprosto výjimečná violoncellistka a hudební talent, s nímž jsem se kdy setkal, který je navíc obdařen mimořádnou duševní vyzrálostí. Jsem toho názoru, že má před sebou skvělou kariéru. | “ |
| — William Pleeth | |   |

Rok po nástupu výuky u Pleetha vyhrála cenu Suggia Gift, což jí zajistilo stipendium. Jacqueline však odmítala chození do školy, postupně docházku více a více omezovala, až ji nakonec zcela ukončila. O rok později již vystoupila v televizním vysílání, kde hrála s BBC National Orchestra of Wales (Symfonickým orchestrem BBC ve Walesu).
V roce 1960 obdržela zlatou medaili Guildhall School of Music a cenu britské královny Alžběty II. (Queen's Prize).

## Hudební kariéra
V roce 1961 bylo Jacqueline du Pré svěřeno prestižní cello z roku 1673 od Antonia Stradivariho. S ním debutovala na profesionální úrovni ve Wigmore Hall v Londýně.
Později odešla od svého učitele Williama Pleetha, začala propadat depresím a měla problémy ve svém osobním životě. Chyběl jí kontakt s vrstevníky a litovala, že předčasně ukončila studium. Přestala cvičit a dokonce chtěla skončit svou kariéru úplně. Ale nakonec se vzchopila a nepřestala hrát, avšak se odstěhovala od rodičů. Měla pak spolubydlící a začala se věnovat i jiným činnostem, jako jsou jóga a plavání. Začala se věnovat i komorní hudbě a od roku 1964 spolupracovala s Stephenem Kovacevichem.

### Koncertní činnost a nahrávky
V roce 1965 byla vydána její nejznámější nahrávka, a to Elgarův koncert pro violoncello e-moll op. 85. Během toho roku se dostaly na veřejnost ještě další dvě desky s nahrávkami Jacqueline du Pré (koncert od Fredericka Delia a sonáty Ludwiga van Beethovena). Nakonec v roce 1965 ještě absolvovala velmi úspěšné turné s BBC Symphony Orchestra. Přesto se u ní opět projevila deprese a byla nucena některé koncerty zrušit.
Za rok poté odjela na kurz ruského violoncellisty Mstislava Rostropoviče, který jí i její hře prospěl, a Jacqueline opět nabrala sil. Během roku 1966 potkala původně argentinského klavíristu a dirigenta Daniela Barenboima, do kterého se zamilovala. V dalším roce se s ním zasnoubila, konvertovala k judaismu (proti čemuž měla její rodina námitky). Jejich svatba se konala v Izraeli. V letech 1967-1970 manželé Barenboimovi spolu často vystupovali a ohromovali svět svou energií i nadáním.

### Vystoupení v Praze
Dne 3. ledna 1967 vystoupila v Praze ve Smetanově síni Obecního domu na koncertu BBC Symphony Orchestra, který řídil Sir John Barbirolli. Byl to druhý koncert tohoto orchestru v rámci cyklu koncertů Symfonického orchestru hlavního města Prahy FOK. Jacqueline du Pré hrála Elgarův koncert pro violoncello e-moll op. 85. Dále byla na programu večera díla Hectora Berlioze a Gustava Mahlera. Z koncertu existuje zvukový záznam.

## Nemoc a smrt
Od roku 1969 si Jacqueline du Pré stěžovala na podivné pocity v pravé ruce, ale žádný specialista nepřišel na jejich skutečnou příčinu. V roce 1971 přestala cítit prsty na obou rukou a téměř přestala koncertovat. V roce 1973 ještě absolvovala tři ze čtyř plánovaných vystoupení.
Nakonec se lékaři shodli na tom, že příčinou jejích potíží byla roztroušená skleróza. Kvůli této těžké nemoci Jacqueline du Pré musela zcela ukončit svou hudební činnost. Po konci kariéry se věnovala výuce studentů a výzkumu vlastní nemoci. Zemřela v roce 1987.

## Vybraná diskografie
- Edward Elgar: Cello Concerto / Sea Pictures / Cockaigne (In London Town)|Cockaigne (In London Town) Overture. Janet Baker. London Symphony Orchestra / Sir John Barbirolli (EMI 0724356288720)
- Johannes Brahms: Cello Sonatas. Daniel Barenboim (EMI 0724356275829)
- Joseph Haydn: Cello Concertos Nos. 1 & 2 / Boccherini: Cello Concerto in B flat (arr. Grützmacher). English Chamber Orchestra / Daniel Barenboim. London Symphony Orchestra / Sir John Barbirolli (EMI 0724356694828)
- Ludwig van Beethoven: Piano Trios Opp. 1 & 97 / Variations and Allegrettos. Daniel Barenboim, Pinchas Zukerman (EMI 0094635079821)
- Beethoven: Piano Trio Op. 70 / Cello Sonatas Nos. 3 & 5. Daniel Barenboim, Pinchas Zukerman (Trio), Stephen Kovacevich (sonatas) (EMI 0094635080728)
- Jacqueline du Pré – The Early BBC Recordings (EMI 0724358623628)
- Beethoven: Cello Sonatas. Daniel Barenboim (EMI 0724358624229)
- Beethoven: Cello Sonatas, No. 3 in A, Op. 69; No. 5 in D, Op. 102; No. 2 (Angel 36384)
- Johannes Brahms / Frédéric Chopin / César Franck: Cello Sonatas. Daniel Barenboim (EMI 0724358623321)
- Antonín Dvořák: Cello Concerto in B minor (Violoncellový koncert h moll, Op. 104) / Robert Schumann: Cello Concerto in A Minor; New Philharmonia Orchestra, Chicago Symphony Orchestra / Daniel Barenboim (EMI 0724356280526)
- The Complete EMI Recordings (17 CD). Various co-performers (EMI 5099950416721)

DVD
- Remembering Jacqueline du Pré (1994), režisér Christopher Nupen
- Jacqueline du Pré in Portrait (2004), režisér Christopher Nupen
- The Trout (dokument z roku 1970 vydaný na DVD roku 2005), režisér Christopher Nupen
- Jacqueline du Pré: A Celebration of Her Unique and Enduring Gift (2007), režisér Christopher Nupen
- Hilary and Jackie (1998), dramatizovaný portrét, režisér Anand Tucker